# U krilu mjeseca
U krilu mjeseca četvrti je studijski album riječke rock-skupine En Face, kojeg 1997. godine objavljuje diskografska kuća Dallas Records.

## Popis pjesama
1. "Marianne"
2. "4 ruke"
3. "Nedelja"
4. "U krilu mjeseca"
5. "Uspavanka"
6. "Debeli"
7. "Jutarnja"
8. "Igračka"
9. "Pedro"
10. "Samo ti"
11. "Noć"

## Vanjske poveznice
- Rateyourmusic - Recenzija albuma